# Kasseler Sport-Verein Hessen Kassel 2020-2021
Questa voce raccoglie le informazioni riguardanti il Kasseler Sport-Verein Hessen Kassel nelle competizioni ufficiali della stagione 2020-2021.

## Stagione
Nella stagione 2020-2021 l'Hessen Kassel, allenato da Tobias Damm, concluse il campionato di Regionalliga sudovest al 12º posto.

## Rosa
| N. |                     | Ruolo | Calciatore           |
| -- | ------------------- | ----- | -------------------- |
| 1  | Germania (bandiera) | P     | Maximilian Zunker    |
| 2  | Germania (bandiera) | D     | Alexander Mißbach    |
| 3  | Germania (bandiera) | C     | Pascal Maiwald       |
| 4  | Germania (bandiera) | D     | Kevin Nennhuber      |
| 5  | Germania (bandiera) | A     | Marcel Fischer       |
| 6  | Germania (bandiera) | C     | Adrian Bravo-Sanchez |
| 7  | Germania (bandiera) | A     | Sebastian Schmeer    |
| 8  | Germania (bandiera) | C     | Frederic Brill       |
| 9  | Germania (bandiera) | C     | Jon Mogge            |
| 12 | Germania (bandiera) | P     | Nicolas Gröteke      |
| 13 | Germania (bandiera) | A     | Moritz Flotho        |
| 14 | Germania (bandiera) | C     | Brian Schwechel      |
| 16 | Germania (bandiera) | C     | Serkan Durna         |
| 17 | Kosovo (bandiera)   | C     | Alban Meha           |
| 18 | Germania (bandiera) | C     | Aram Kahraman        |

| N. |                     | Ruolo | Calciatore           |
| -- | ------------------- | ----- | -------------------- |
| 19 | Germania (bandiera) | C     | Mate Mustapić        |
| 20 | Germania (bandiera) | D     | Tim-Philipp Brandner |
| 21 | Germania (bandiera) | C     | Ingmar Merle         |
| 23 | Germania (bandiera) | D     | Luis Allmeroth       |
| 24 | Italia (bandiera)   | D     | Leonardo Zornio      |
| 25 | Germania (bandiera) | C     | Marco Dawid          |
| 26 | Turchia (bandiera)  | A     | Mahir Sağlık         |
| 28 | Germania (bandiera) | C     | Lukas Iksal          |
| 29 | Germania (bandiera) | A     | Nils Pichinot        |
| 32 | Germania (bandiera) | D     | Nael Najjar          |
| 33 | Germania (bandiera) | D     | Robin Urban          |
| 34 | Germania (bandiera) | P     | Jonas Labonte        |
| 36 | Germania (bandiera) | P     | Niklas Neumann       |
| 39 | Germania (bandiera) | P     | Niklas Hartmann      |

## Organigramma societario
Area tecnica
- Allenatore: Tobias Damm
- Allenatore in seconda: Sebastian Busch
- Preparatore dei portieri: Michael Gibhardt
- Preparatori atletici:
- Analisi video:

## Calciomercato

### Sessione estiva
| Acquisti | Acquisti        | Acquisti          | Acquisti |
| R.       | Nome            | da                | Modalità |
| -------- | --------------- | ----------------- | -------- |
| A        | Nils Pichinot   | Wacker Nordhausen |          |
| D        | Felix Schäfer   | Baunatal          |          |
| D        | Leonardo Zornio | Hessen Kassel U19 |          |

| Cessioni | Cessioni           | Cessioni                  | Cessioni |
| R.       | Nome               | a                         | Modalità |
| -------- | ------------------ | ------------------------- | -------- |
| D        | Felix Schäfer      | Baunatal                  |          |
| A        | Hüseyin Cakmak     | Barockstadt Fulda-Lehnerz |          |
| D        | Jan-Philipp Häuser | Türk Gücü Friedberg       |          |

### Sessione invernale
| Acquisti | Acquisti       | Acquisti         | Acquisti |
| R.       | Nome           | da               | Modalità |
| -------- | -------------- | ---------------- | -------- |
| C        | Pascal Maiwald | Viktoria Berlino |          |

| Cessioni | Cessioni          | Cessioni                 | Cessioni |
| R.       | Nome              | a                        | Modalità |
| -------- | ----------------- | ------------------------ | -------- |
| C        | Sergey Evlyushkin | FSV Schöningen           |          |
| C        | Jan Leinhos       | Marshall Thundering Herd |          |

## Risultati

### Regionalliga sudovest

#### Girone di andata
| Arbitro: | Hildenbrand |

|  |           |                       |
|  | Marcatori | 55’ Schmeer 66’ Iksal |

| Arbitro: | Michels |

|                             |           |                |
| Mogge 52’ Bravo-Sanchez 59’ | Marcatori | 60’ Ripplinger |

| Arbitro: | Weickenmeier |

|                                          |           |                                     |
| Fisher 3’ Najjar 16’ (aut.) Williams 44’ | Marcatori | 11’, 17’ Pichinot 30’ (rig.) Sağlık |

| Arbitro: | Lämmle |

|                |           |          |
| Evlyushkin 40’ | Marcatori | 22’ Mohr |

| Arbitro: | Schneider |

|  |           |             |
|  | Marcatori | 88’ Dulleck |

| Arbitro: | Besiri |

|                |           |           |
| Baumgärtel 53’ | Marcatori | 82’ Iksal |

| Arbitro: | Knoll |

|          |           |            |
| Meha 55’ | Marcatori | 5’ Mustafa |

| Arbitro: | Eckermann |

|                                   |           |           |
| Straub 26’ Güclü 50’ Darwiche 80’ | Marcatori | 65’ Dawid |

| Arbitro: | Falcicchio |

|           |           |                                           |
| Sağlık 1’ | Marcatori | 53’ (aut.) Evlyushkin 82’ Jahn 90’ Burgio |

| Arbitro: | Reitermayer |

|            |           |                   |
| Barini 71’ | Marcatori | 63’ Bravo-Sanchez |

| Arbitro: | Satriano |

|                              |           |          |
| Sağlık 65’ Bravo-Sanchez 71’ | Marcatori | 80’ Fedl |

| Arbitro: | Dennemärker |

|                                                         |           |                                       |
| Fischer 4’, 13’ Falahen 38’ Probst 52’ Pepić 89’ (rig.) | Marcatori | 11’, 56’ Iksal 24’, 66’ (rig.) Sağlık |

| Arbitro: | Reitermayer |

|  |           |                             |
|  | Marcatori | 20’ (rig.) Jüllich 51’ Cuni |

| Arbitro: | Hasmann |

|                                                  |           |          |
| Soriano 7’, 27’ (rig.) Deniz 12’, 77’ Fetsch 72’ | Marcatori | 43’ Meha |

| Arbitro: | Klein |

|                  |           |                    |
| Schmeer 53’, 80’ | Marcatori | 5’ Ekene 71’ Beier |

| Arbitro: | Lämmle |

|                                  |           |  |
| Seemann 37’ (rig.) Vochatzer 46’ | Marcatori |  |

| Arbitro: | Bergmann |

|                 |           |           |
| Sağlık 15’, 52’ | Marcatori | 34’ Ilhan |

| Arbitro: | Hofheinz |

|               |           |                             |
| Sildillia 22’ | Marcatori | 53’ (aut.) Braun-Schumacher |

| Arbitro: | Herbert |

|                          |           |  |
| Meha 26’ Sağlık 59’, 64’ | Marcatori |  |

| Arbitro: | Heiker |

|            |           |                      |
| Kienle 75’ | Marcatori | 34’ Sağlık 78’ Merle |

| Arbitro: | Heim |

|              |           |                    |
| Pichinot 40’ | Marcatori | 27’ (rig.) Trkulja |

#### Girone di ritorno
| Arbitro: | Bauer |

|  |           |                                                 |
|  | Marcatori | 15’ Ríos-Alonso 38’ Wolf 50’ Sankoh 61’ Pašalić |

| Arbitro: | Hildenbrand |

|           |           |  |
| López 86’ | Marcatori |  |

| Arbitro: | Hasmann |

|                                |           |                |
| Dawid 13’ Sağlık 48’ Iksal 61’ | Marcatori | 87’ Lindenthal |

| Arbitro: | Dennemärker |

|                        |           |                        |
| Krob 14’, 36’ Bohl 25’ | Marcatori | 52’, 84’ (rig.) Sağlık |

| Arbitro: | Michel |

|               |           |                     |
| Gösweiner 87’ | Marcatori | 13’ Merle 19’ Urban |

| Arbitro: | Wacker |

|  |           |                             |
|  | Marcatori | 45’ Suero 67’ Schnellbacher |

| Arbitro: | Heiker |

|                               |           |  |
| Köhl 68’ Fouley 77’ Sagat 82’ | Marcatori |  |

| Arbitro: | Günsch |

|                             |           |               |
| Speck 19’ (aut.) Sağlık 35’ | Marcatori | 57’ Nothnagel |

| Arbitro: | Prigan |

|          |           |                     |
| Hauk 52’ | Marcatori | 24’ Durna 38’ Mogge |

| Arbitro: | Knoll |

|          |           |                     |
| Meha 40’ | Marcatori | 90’ (rig.) Abruscia |

| Arbitro: | Schneider |

|                        |           |           |
| Nebel 11’ Fürstner 29’ | Marcatori | 75’ Mogge |

| Arbitro: | Reitermayer |

|           |           |             |
| Iksal 22’ | Marcatori | 69’ Fischer |

| Arbitro: | Dennemärker |

|                    |           |                          |
| Schiek 6’ Cuni 10’ | Marcatori | 20’, 45’ Iksal 55’ Merle |

| Arbitro: | Bergmann |

|  |           |                                                     |
|  | Marcatori | 5’ Fetsch 32’ Zieleniecki 41’ Deniz 67’ Huseinbašić |

| Arbitro: | Digeser |

|          |           |                   |
| Rüth 83’ | Marcatori | 76’ (rig.) Sağlık |

| Arbitro: | Scheuermann |

|                                 |           |                               |
| Nennhuber 10’ Sağlık 38’ (rig.) | Marcatori | 56’ Vochatzer 64’ Klostermann |

| Arbitro: | Schlosser |

|           |           |          |
| Ilhan 41’ | Marcatori | 90’ Meha |

| Kassel 22 maggio 2021, ore 14:00 CEST 39ª giornata | Hessen Kassel | 0 – 0 referto | Friburgo II | Auestadion (0 spett.)\| Arbitro: \| Hildenbrand \| |
| Arbitro:                                           | Hildenbrand   |               |             |                                                    |

| Arbitro: | Hardt |

|  |           |            |
|  | Marcatori | 7’ Schmeer |

| Arbitro: | Michel |

|                                |           |          |
| Brill 12’ Durna 30’ Sağlık 42’ | Marcatori | 58’ Higl |

| Arbitro: | Ulbrich |

|                                         |           |           |
| Daghfous 30’ (rig.), 34’ Starostzik 38’ | Marcatori | 64’ Urban |

## Statistiche

### Statistiche di squadra
| Competizione | Punti | In casa | In casa | In casa | In casa | In casa | In casa | In trasferta | In trasferta | In trasferta | In trasferta | In trasferta | In trasferta | Totale | Totale | Totale | Totale | Totale | Totale | DR  |
| Competizione | Punti | G       | V       | N       | P       | Gf      | Gs      | G            | V            | N            | P            | Gf           | Gs           | G      | V      | N      | P      | Gf     | Gs     | DR  |
| ------------ | ----- | ------- | ------- | ------- | ------- | ------- | ------- | ------------ | ------------ | ------------ | ------------ | ------------ | ------------ | ------ | ------ | ------ | ------ | ------ | ------ | --- |
| Regionalliga | 53    | 21      | 7       | 8       | 6       | 27      | 31      | 21           | 6            | 6            | 9            | 30           | 40           | 42     | 13     | 14     | 15     | 57     | 71     | -14 |
| Totale       | 53    | 21      | 7       | 8       | 6       | 27      | 31      | 21           | 6            | 6            | 9            | 30           | 40           | 42     | 13     | 14     | 15     | 57     | 71     | -14 |

### Andamento in campionato
| Giornata  | 1 | 2 | 3 | 4 | 5 | 6 | 7  | 8  | 9  | 10 | 11 | 12 | 13 | 14 | 15 | 16 | 17 | 18 | 19 | 20 | 21 | 22 | 23 | 24 | 25 | 26 | 27 | 28 | 29 | 30 | 31 | 32 | 33 | 34 | 35 | 36 | 37 | 38 | 39 | 40 | 41 | 42 |
| --------- | - | - | - | - | - | - | -- | -- | -- | -- | -- | -- | -- | -- | -- | -- | -- | -- | -- | -- | -- | -- | -- | -- | -- | -- | -- | -- | -- | -- | -- | -- | -- | -- | -- | -- | -- | -- | -- | -- | -- | -- |
| Luogo     | T | C | T | C | C | T | C  | T  | C  | T  | C  | T  | C  | T  | C  | T  | C  | T  | C  | T  | C  | C  | T  | C  | T  | T  | C  | T  | C  | T  | C  | T  | C  | T  | C  | T  | C  | T  | C  | T  | C  | T  |
| Risultato | V | V | N | N | P | N | N  | P  | P  | N  | V  | P  | P  | P  | N  | P  | V  | N  | V  | V  | N  | P  | P  | V  | P  | V  | P  | P  | V  | V  | N  | P  | N  | V  | P  | N  | N  | N  | N  | V  | V  | P  |
| Posizione | 4 | 2 | 4 | 6 | 9 | 9 | 11 | 14 | 15 | 16 | 13 | 16 | 17 | 18 | 18 | 21 | 18 | 17 | 15 | 13 | 14 | 16 | 17 | 13 | 15 | 14 | 15 | 16 | 14 | 14 | 14 | 14 | 14 | 12 | 13 | 13 | 13 | 13 | 13 | 11 | 11 | 12 |

Legenda:

Luogo: C = Casa; T = Trasferta. Risultato: V = Vittoria; N = Pareggio; P = Sconfitta.

### Statistiche dei giocatori
| L. Allmeroth     | 14 | 0  | 3 | 0 |
| T. Brandner      | 20 | 0  | 4 | 0 |
| A. Bravo-Sanchez | 40 | 3  | 6 | 1 |
| F. Brill         | 22 | 1  | 7 | 1 |
| M. Dawid         | 21 | 2  | 2 | 1 |
| S. Durna         | 12 | 2  | 0 | 1 |
| S. Evlyushkin    | 12 | 1  | 4 | 0 |
| M. Fischer       | 11 | 0  | 0 | 0 |
| M. Flotho        | 2  | 0  | 0 | 0 |
| N. Gröteke       | 16 | 0  | 0 | 0 |
| N. Hartmann      | 1  | 0  | 0 | 0 |
| L. Iksal         | 40 | 8  | 8 | 0 |
| A. Kahraman      | 17 | 0  | 3 | 0 |
| J. Labonte       | 0  | 0  | 0 | 0 |
| J. Leinhos       | 1  | 0  | 0 | 0 |
| P. Maiwald       | 2  | 0  | 0 | 0 |
| A. Meha          | 35 | 5  | 2 | 1 |
| I. Merle         | 30 | 3  | 7 | 0 |
| A. Mißbach       | 26 | 0  | 3 | 0 |
| J. Mogge         | 27 | 3  | 2 | 2 |
| M. Mustapić      | 0  | 0  | 0 | 0 |
| N. Najjar        | 37 | 0  | 4 | 0 |
| K. Nennhuber     | 31 | 1  | 9 | 0 |
| N. Neumann       | 0  | 0  | 0 | 0 |
| N. Pichinot      | 36 | 3  | 5 | 0 |
| M. Sağlık        | 36 | 17 | 6 | 0 |
| S. Schmeer       | 27 | 4  | 3 | 0 |
| B. Schwechel     | 23 | 0  | 5 | 0 |
| R. Urban         | 28 | 2  | 3 | 0 |
| L. Zornio        | 7  | 0  | 0 | 0 |
| M. Zunker        | 26 | 0  | 1 | 0 |